# Iolaus lulua
Iolaus lulua (tên tiếng Anh: White Spotted Sapphire) là một loài bướm thuộc họ Lycaenidae. Đây là loài đặc hữu của Nam Phi, nơi có chỉ có ở các cồn cát ven biển có rừng ở miền bắc KwaZulu-Natal và các khu rừng vùng đất thấp có cát từ False Bay tới Kosi Bay, về trong đất liền về phía chân đồi Ndumu và Lebombo.
Sải cánh khoảng 26–30 mm đối với con đực và 28–32 mm đối với con cái. Cá thể trưởng thành mọc cánh từ tháng 10 tới tháng 12 và vào tháng 3. Mỗi năm loài này có hai thế hệ.
Ấu trùng ăn các loài các loài Helixanthera woodii và các loài Loranthaceae khác.